# Dirk Elbers

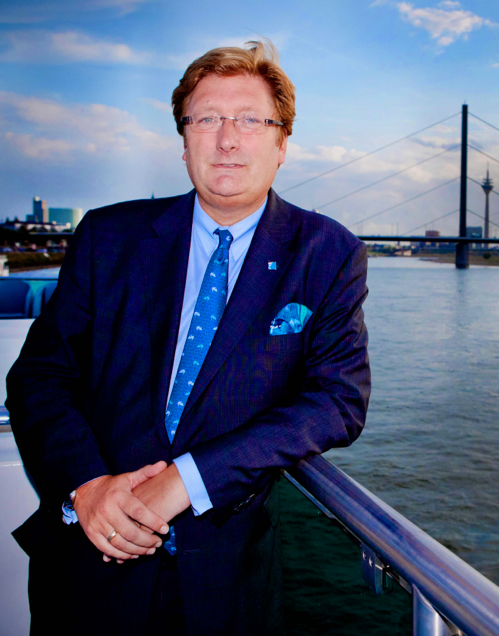
Dirk Elbers (2011)

Dirk Elbers (* 11. Dezember 1959 in Düsseldorf) ist ein deutscher Politiker (CDU). Er war von 2008 bis 2014 Oberbürgermeister der nordrhein-westfälischen Landeshauptstadt Düsseldorf.

## Kommunalpolitiker in Düsseldorf
Mit 17 wurde Dirk Elbers CDU-Mitglied. Von 1996 bis 2008 war er Mitglied des Düsseldorfer Stadtrates. 2001 wurde er Mitglied des Kreisvorstandes der CDU-Düsseldorf, von 2002 bis 2008 war er Vorsitzender der CDU-Fraktion im Rat der Stadt Düsseldorf. 2004 wurde er zum ersten Bürgermeister gewählt.

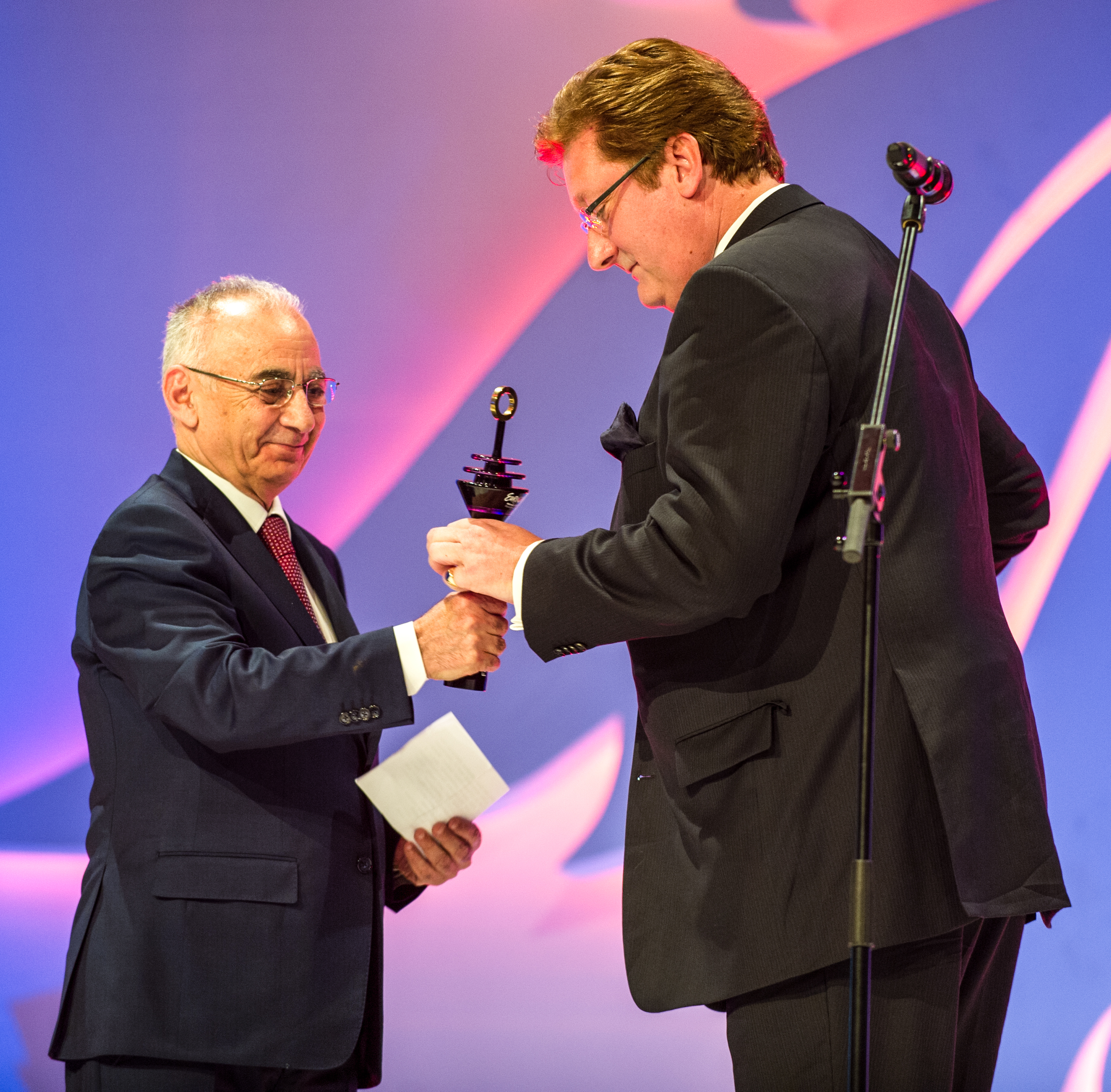
2012: Dirk Elbers (rechts) überreicht Hacıbala Abutalıbov, dem Bürgermeister von Baku, stellvertretend für Aserbaidschan anlässlich der symbolischen Schlüsselweitergabe für den Eurovision Song Contest eine Nachschöpfung des Rheinturms (Entwurf Jacques Tilly)

1996 kam Elbers als Nachrücker in den Rat der Stadt Düsseldorf. 1999 wurde er regulär gewählt und dort Vorsitzender des Ausschusses für Wirtschaftsförderung, Tourismus, Liegenschaften sowie ordentliches Mitglied im Ausschuss für Planung und Stadtentwicklung. Die Stadt Düsseldorf vertrat Elbers 2004 bis zu seiner Abwahl als Oberbürgermeister als Vorsitzender des Aufsichtsrats der städtischen Beteiligung Industrieterrains Düsseldorf-Reisholz AG (IDR).

### Oberbürgermeister 2008
Nach dem Tod des Oberbürgermeisters Joachim Erwin (CDU), der im Amt starb, wurde Elbers am 2. Juni 2008 durch den CDU-Kreisvorstand als Kandidat nominiert. Die Wahl am 31. August 2008 gewann er im ersten Wahlgang mit 59,7 % der Wählerstimmen vor seiner Gegenkandidatin Karin Kortmann (SPD). Die Wahlbeteiligung lag bei etwa 38 %. Elbers ist der erste Oberbürgermeister von Düsseldorf, der für eine Amtszeit von sechs Jahren gewählt wurde.
In seine Amtszeit fallen die Neuplanung und teilweise Realisierung des Innenstadtbereichs rund um den Kö-Bogen, die Ausrichtung des Eurovision Song Contest 2011, aber auch die Schließung des NRW-Forums nach dem Rückzug der nordrhein-westfälischen Landesregierung als Partnerin. Elbers setzte die Kostenbefreiung für Kindertagesstätten seines Amtsvorgängers fort und legte das Programm „Sanierung macht Schule“ auf. Die Schuldenfreiheit nach dem Verkauf von RWE-Aktien wurde durch Opposition und Bund der Steuerzahler angezweifelt. Den Kommunalsoli, eine Solidaritätsumlage zugunsten schwächerer Kommunen in Nordrhein-Westfalen, lehnte Elbers 2013 ab.
Ermittlungen wegen des Verdachts auf Vorteilsnahme im Amt nach Annahme von 18 Flaschen Champagner (Gesamtwert ca. 750 €) von der städtischen Industrieterrains Düsseldorf-Reisholz AG wurden gegen eine Geldauflage von 10.000 € im Juli 2013 eingestellt.

### Oberbürgermeisterwahl 2014
Am 15. Juni 2013 wurde Elbers durch den CDU-Kreisvorstand als Kandidat für die Oberbürgermeister-Wahl im folgenden Jahr nominiert. Als Gegenkandidat trat für die SPD Thomas Geisel an. Die Düsseldorfer Bündnis 90/Die Grünen hatten Miriam Koch (Geschäftsführerin der Grünen Ratsfraktion in Düsseldorf) als Kandidatin nominiert. Keiner der drei Spitzenkandidaten erreichte die absolute Mehrheit. Das amtliche Ergebnis der Wahl am 25. Mai 2014 lautete: Dirk Elbers 46,1 %, Thomas Geisel 37,8 %, Miriam Koch 9,2 %.
Am 15. Juni 2014 kam es deshalb zur Stichwahl zwischen Elbers (CDU) und Geisel (SPD), die Elbers mit 79.903 (40,8 %) Stimmen gegenüber Geisel 115.923 (59,2 %) Stimmen verlor.

## Kritik
Der Bund der Steuerzahler Nordrhein-Westfalen übte scharfe Kritik an der Entscheidung des Düsseldorfer Stadtrats, dem ehemaligen Oberbürgermeister eine lebenslange Rente in Höhe von 4200 Euro brutto monatlich zuzuerkennen.

## Privates
Elbers studierte Betriebswirtschaftslehre und arbeitete vor seiner Wahl zum Düsseldorf Oberbürgermeister hauptberuflich als Immobilien-Geschäftsführer des Grafen von Spee auf Schloss Heltorf. Seit seiner Abwahl als Düsseldorfer Oberbürgermeister ist er als Immobilienmakler tätig.  Elbers ist römisch-katholisch, verheiratet mit der Rechtsanwältin Astrid Elbers und wohnt in Düsseldorf.